# Kefersteinia orbicularis
Kefersteinia orbicularis är en orkidéart som beskrevs av Franco Pupulin. Kefersteinia orbicularis ingår i släktet Kefersteinia och familjen orkidéer. Inga underarter finns listade i Catalogue of Life.